# Festes Decennals de la Mare de Déu de la Candela
Les Festes Decennals de la Mare de Déu de la Candela de Valls, sovint conegudes simplement amb el nom de Decennals de Valls, a l'Alt Camp, dins el Camp de Tarragona, tenen el seu origen en la devoció que la ciutat té cap a la Mare de Déu de la Candela, patrona de la població. Consten documentalment les súpliques dirigides a la Mare de Déu per part de les vallenques i dels vallencs quan la pesta delmava la ciutat l'any 1348. La diada dedicada a la Mare de Déu de la Candela se celebra cada 2 de febrer.

## Mare de Déu de la Candela

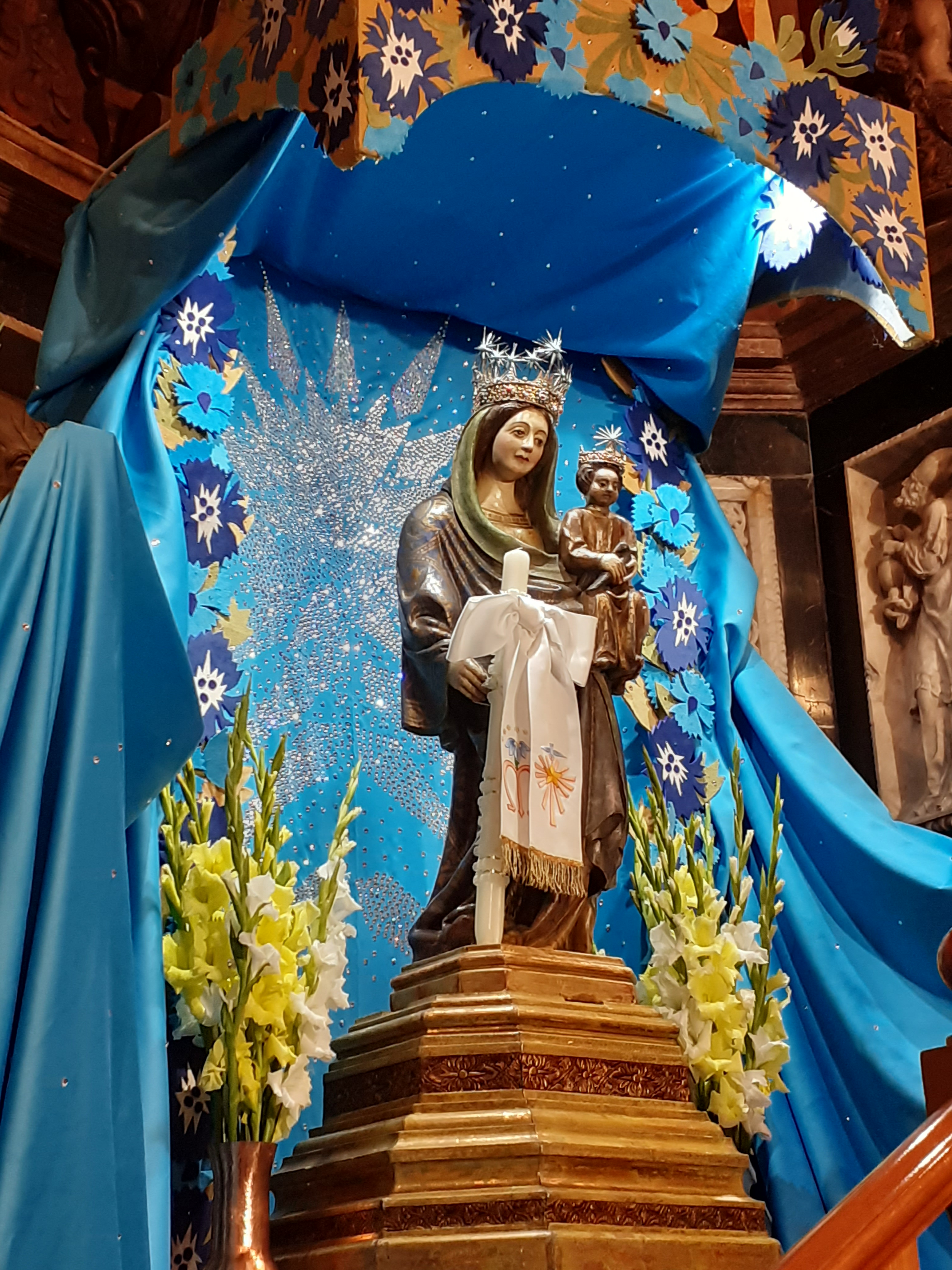
La Mare de Déu de la Candela a l'altar major de l'església durant les festes

La imatge de la Mare de Déu de la Candela que presideix el cambril que duu el seu nom a l'església de Sant Joan data del segle xiv. La peça fou salvada, malgrat que amb importants danys, dels estralls de la Guerra Civil. Quan fou construït el temple actual dedicat a Sant Joan, l'any 1582, la imatge de la Mare de Déu de la Candela es col·locà a l'altar de Sant Josep.
Fa set-cents anys que es té constància de diverses intercessions de la Mare de Déu per foragitar pestes o plagues, com els anys 1580, 1589, 1651 o la plaga de llagostes del 1687-1688. Així, el 23 de maig de 1688 es va treure la imatge en processó pels carrers de Valls per donar-li gràcies per la finalització de la plaga. El 1732 fou implorada per al guariment del còlera. El 1783 es va construir el cambril que acull la imatge de la Mare de Déu de la Candela en aquesta església arxiprestal.

## Història

### Origen

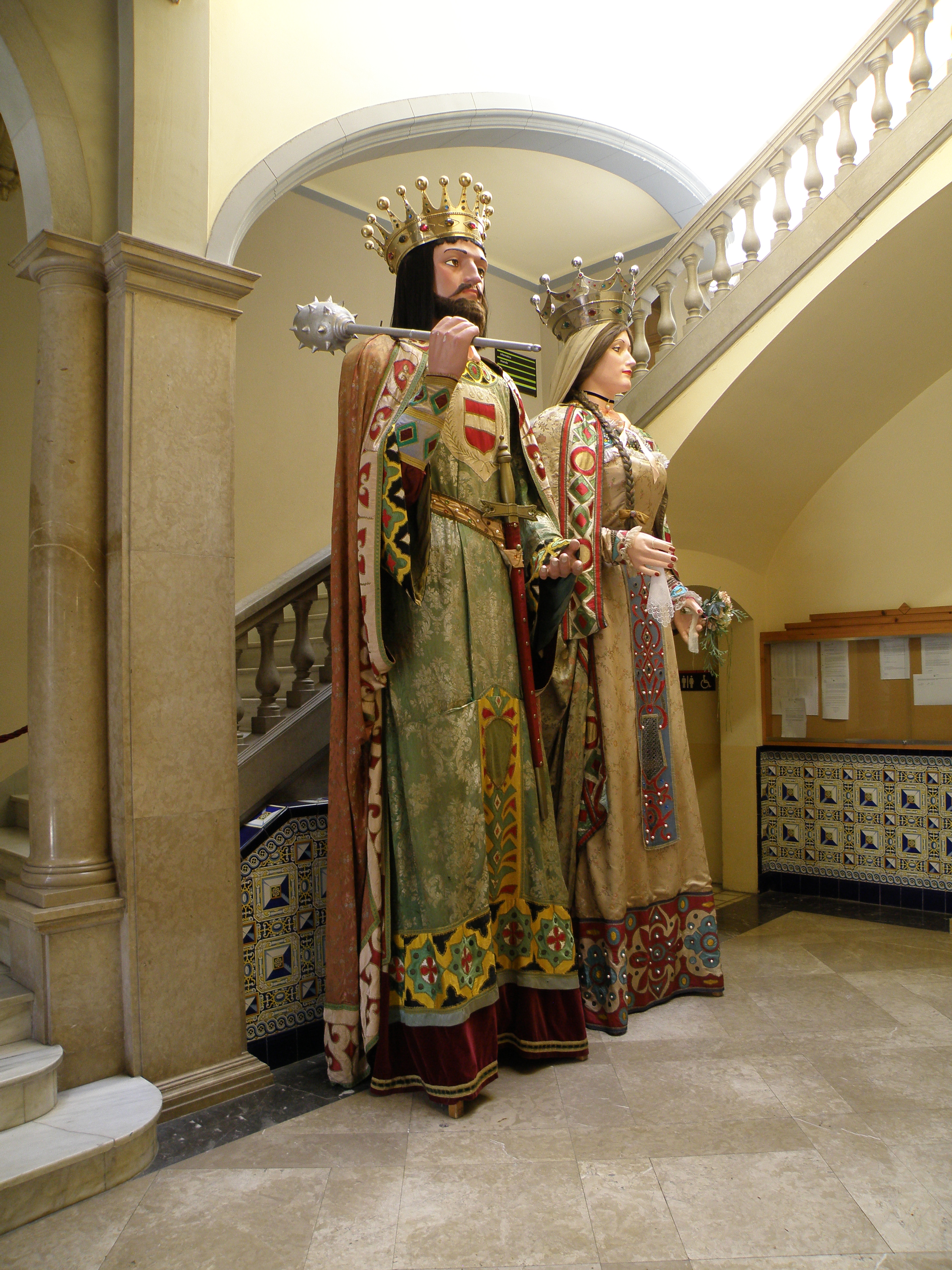
Gegants de Valls

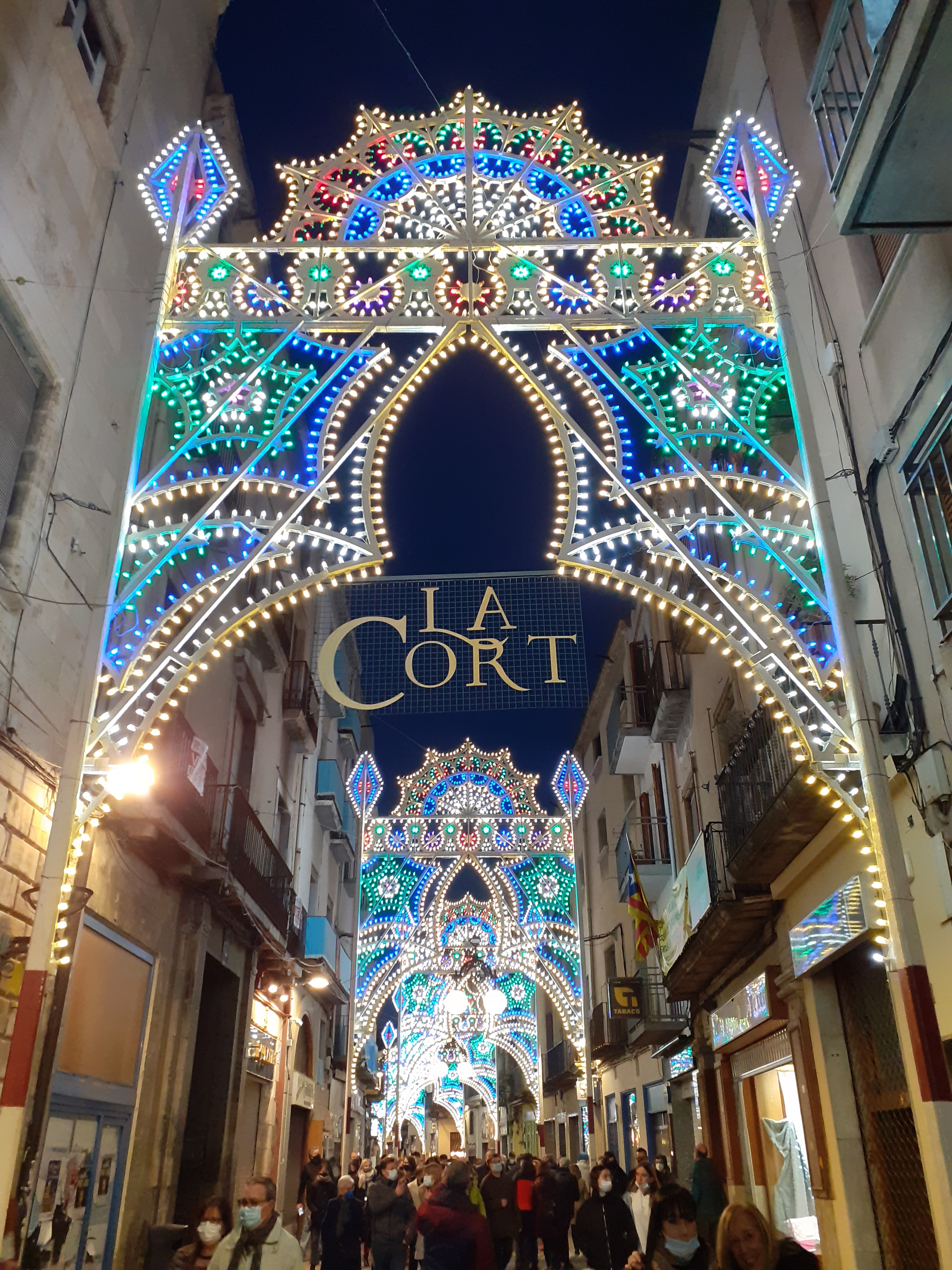
El carrer de la Cort durant les decennals de 2022

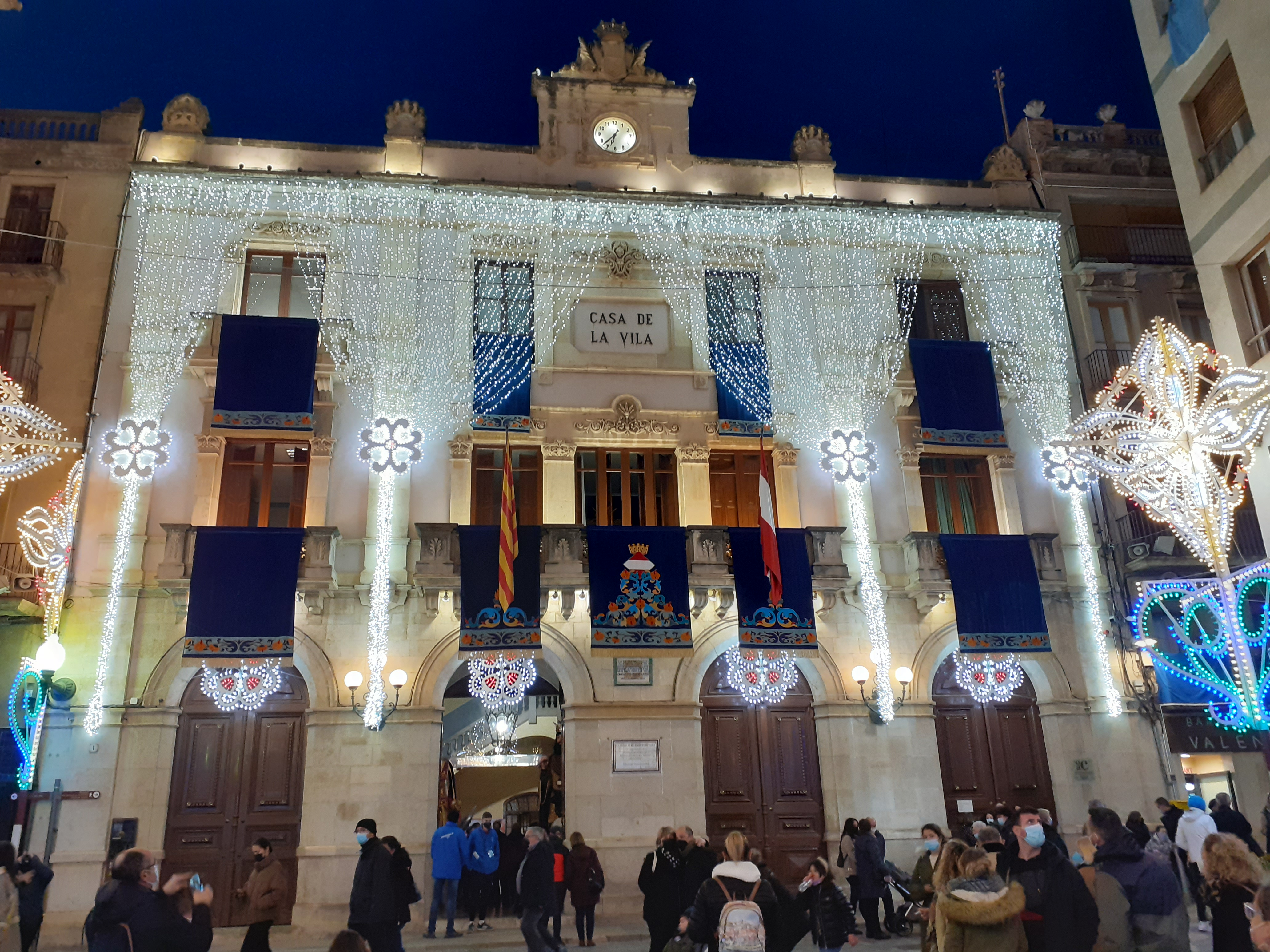
Casa de la vila durant les decennals de 2022

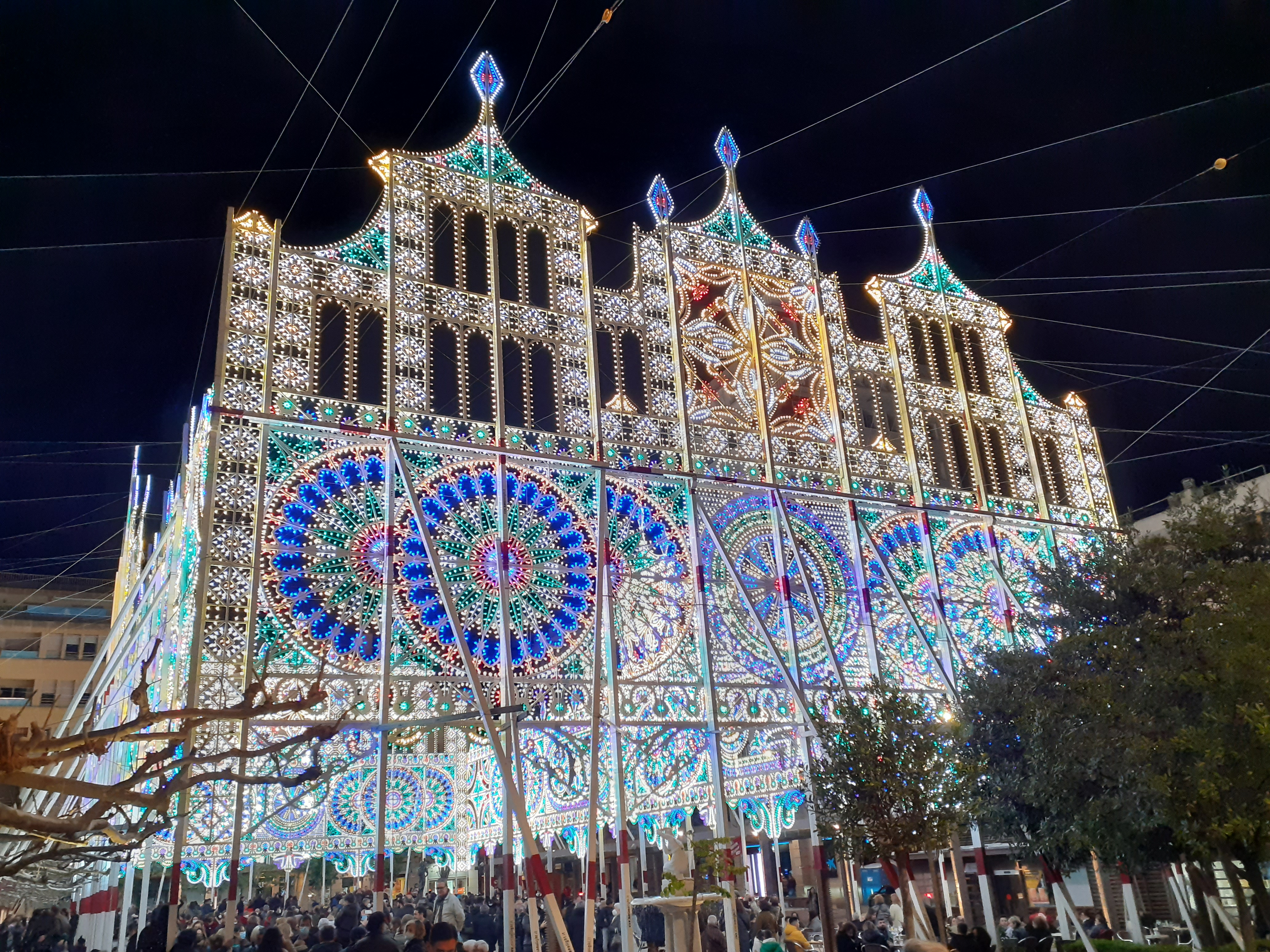
Plaça del Pati durant les decennals de 2022

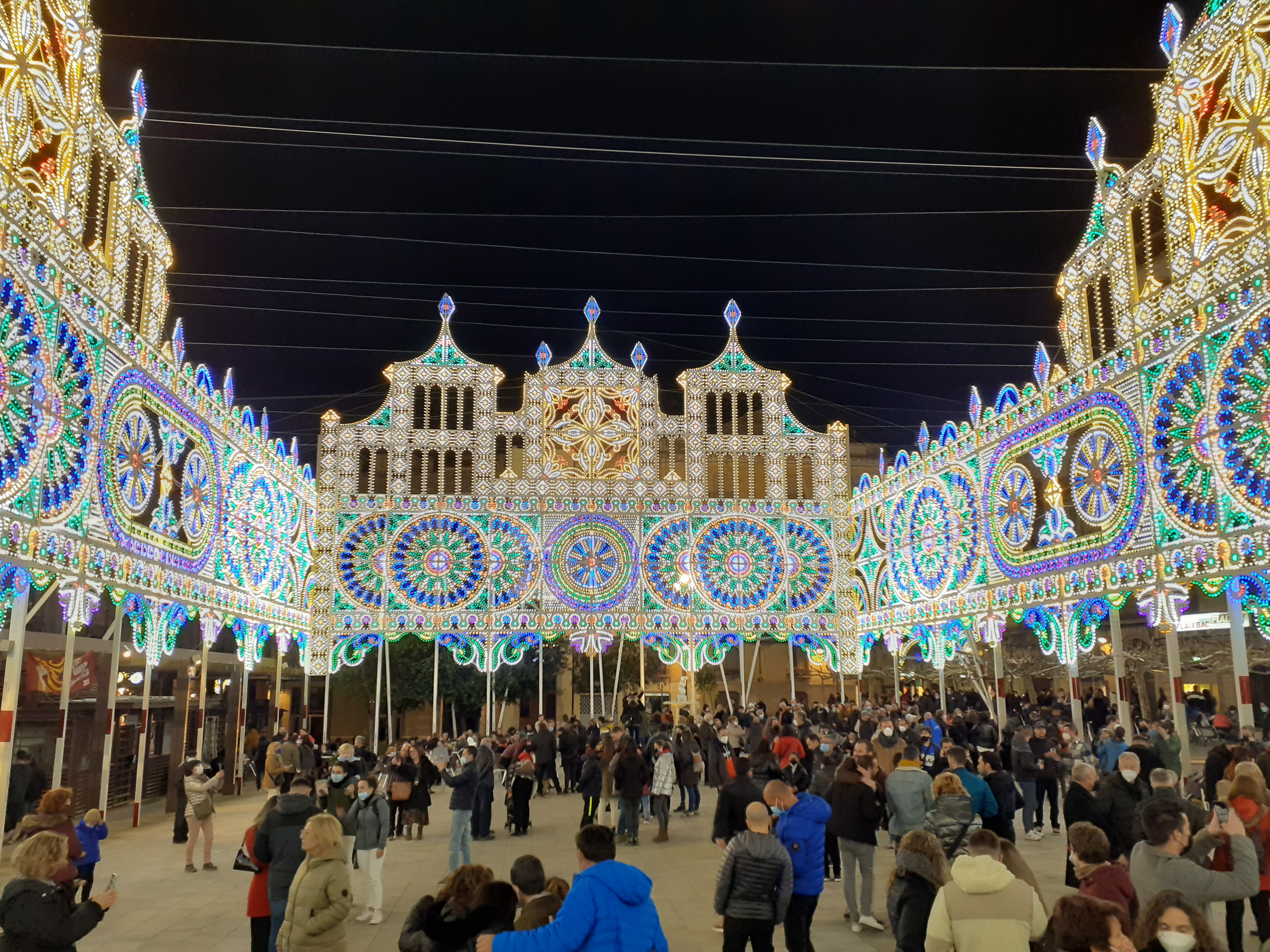
Plaça del Pati durant les decennals de 2022

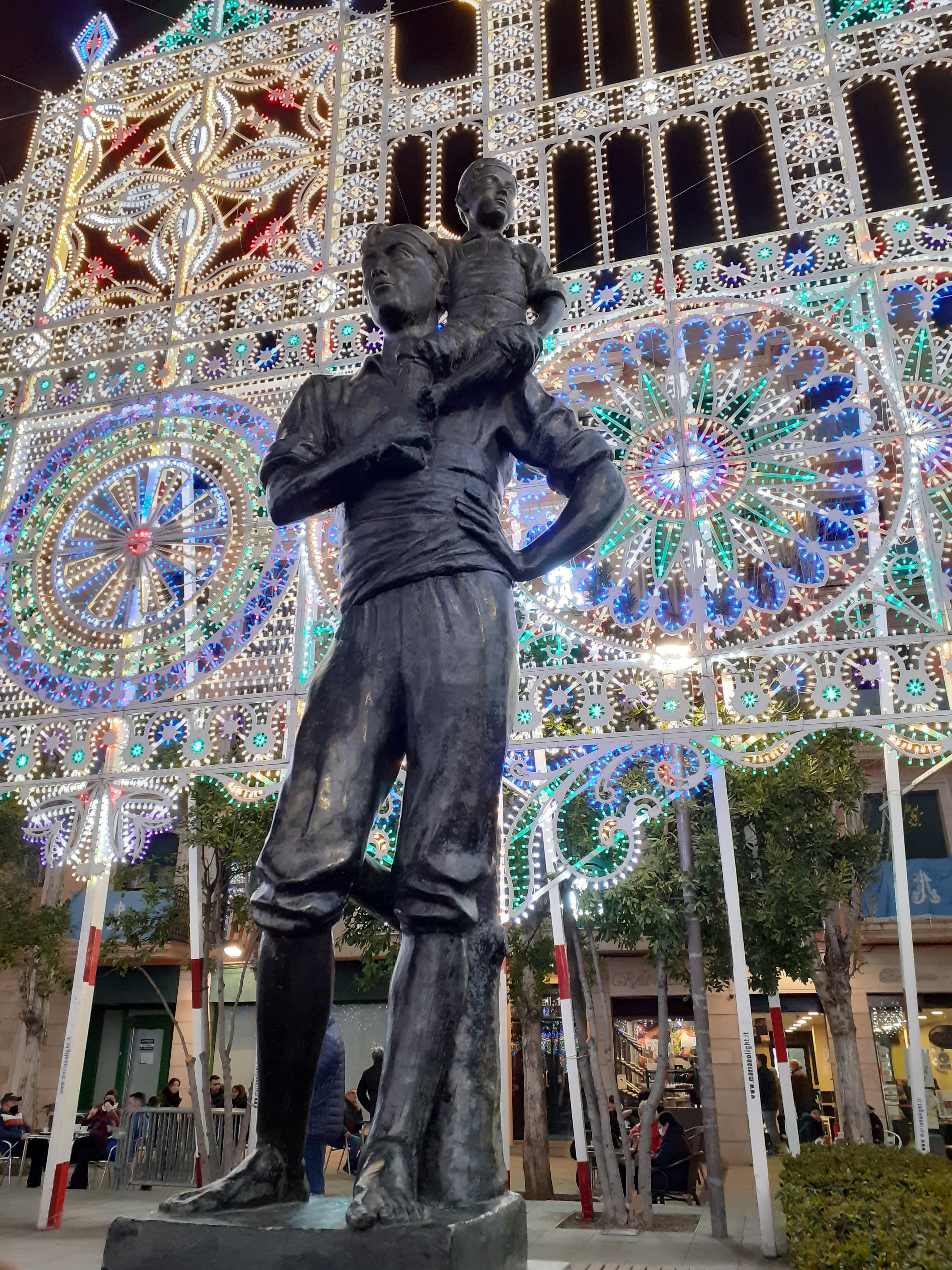
Plaça del Pati durant les decennals de 2022

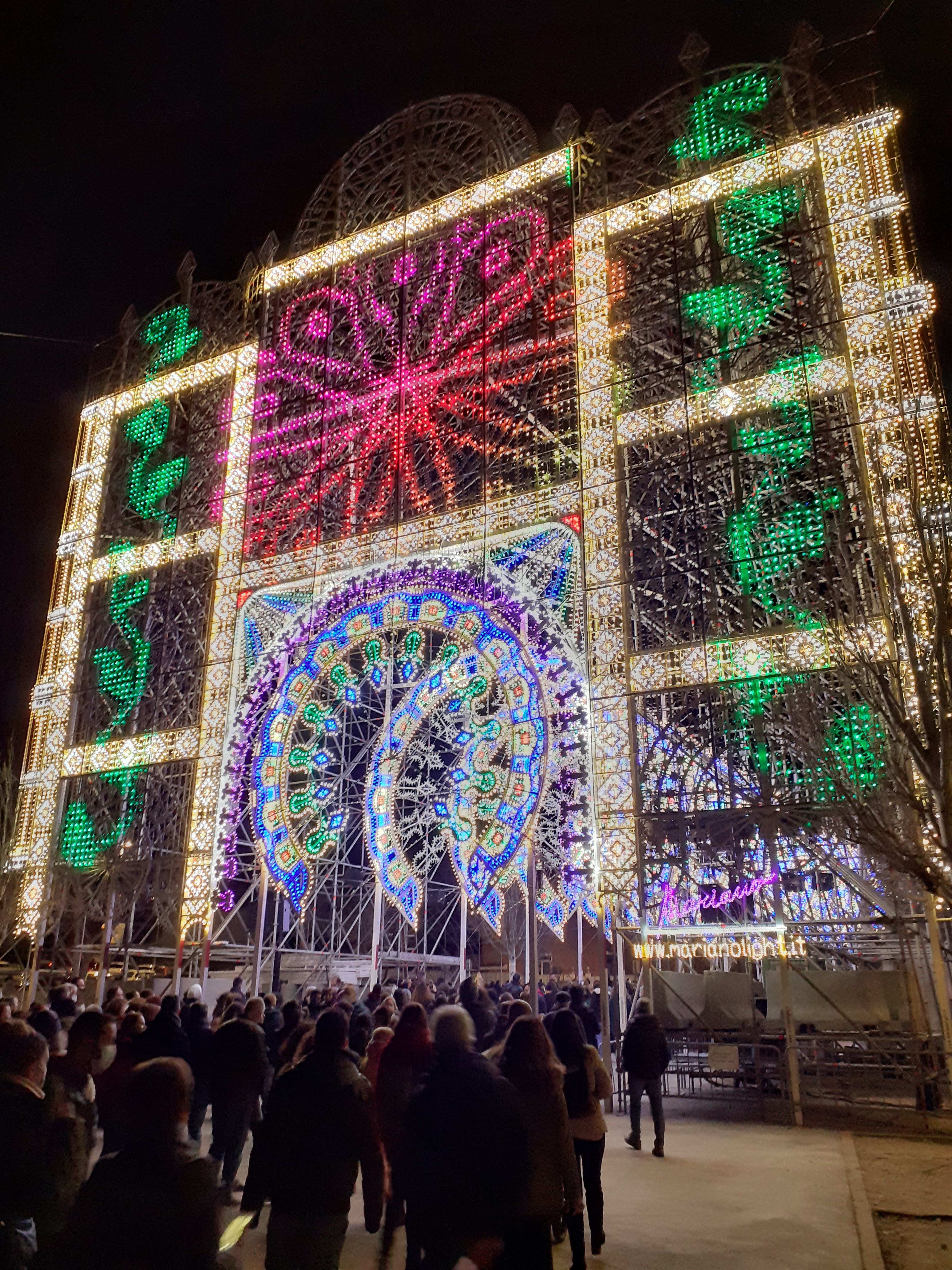
Espectacle lluminós durant les decennals de 2022

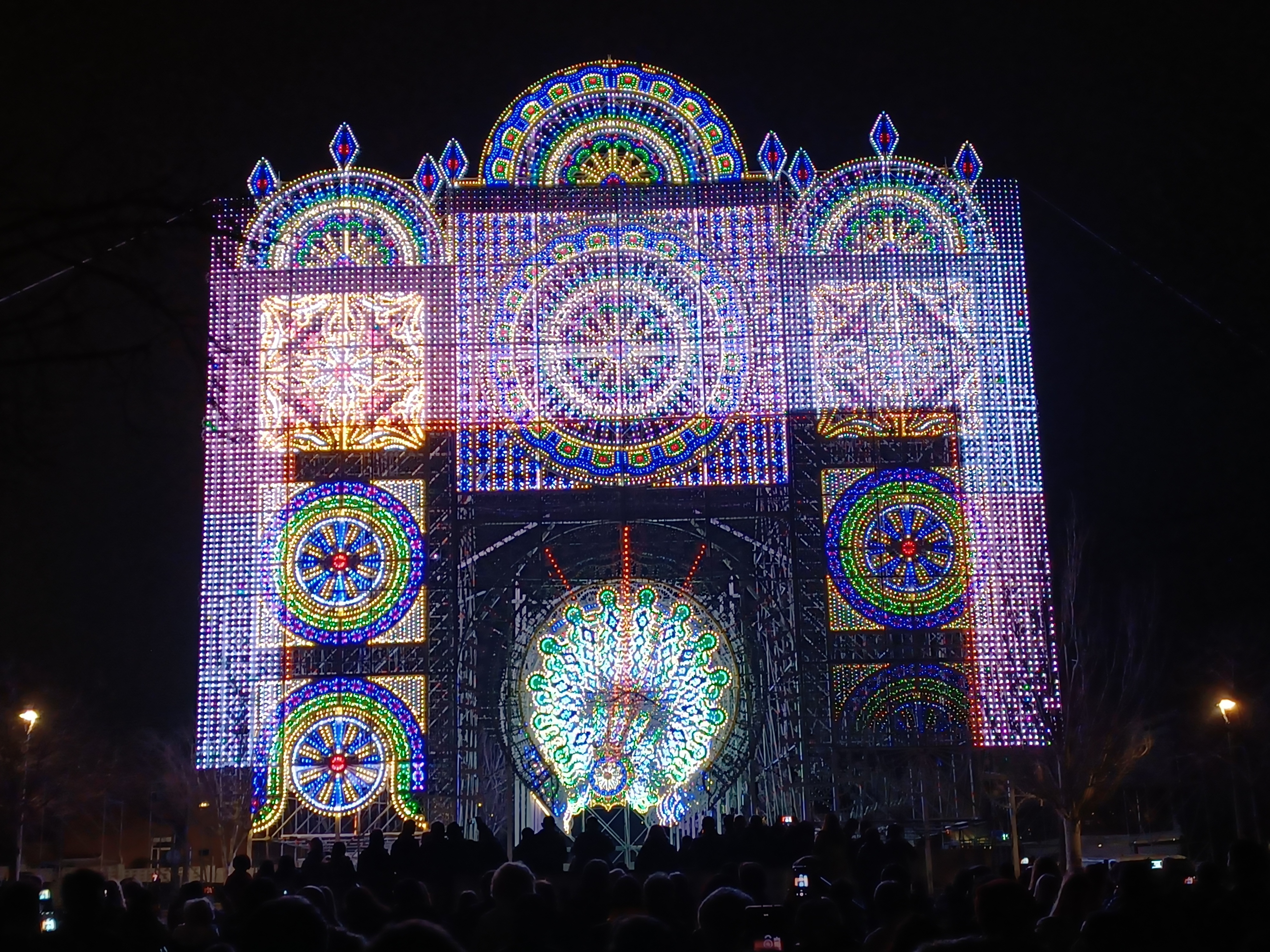
Espectacle lluminós durant les decennals de 2022

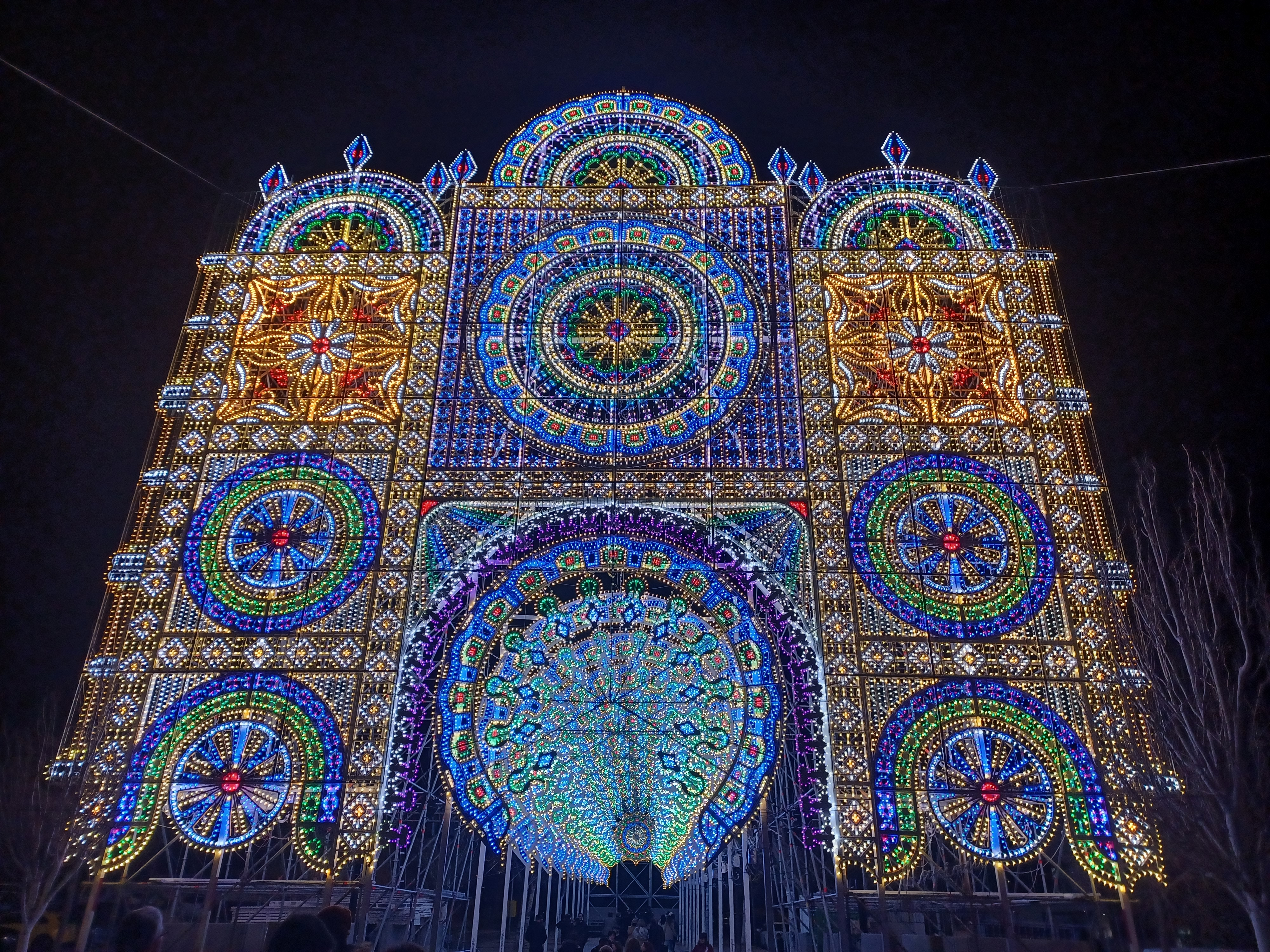
Espectacle lluminós durant les decennals de 2022

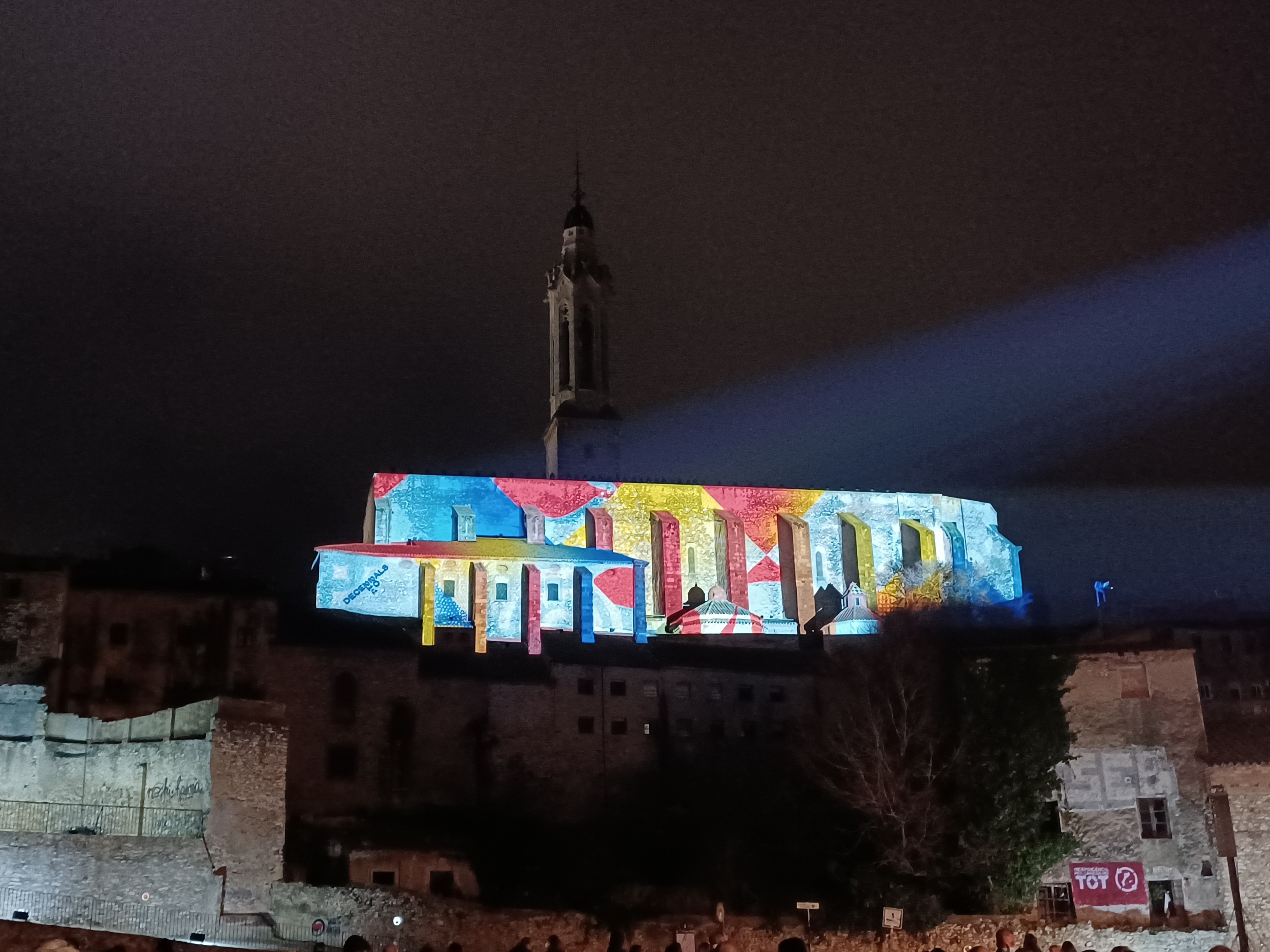
Projecció a l'església durant les decennals de 2022

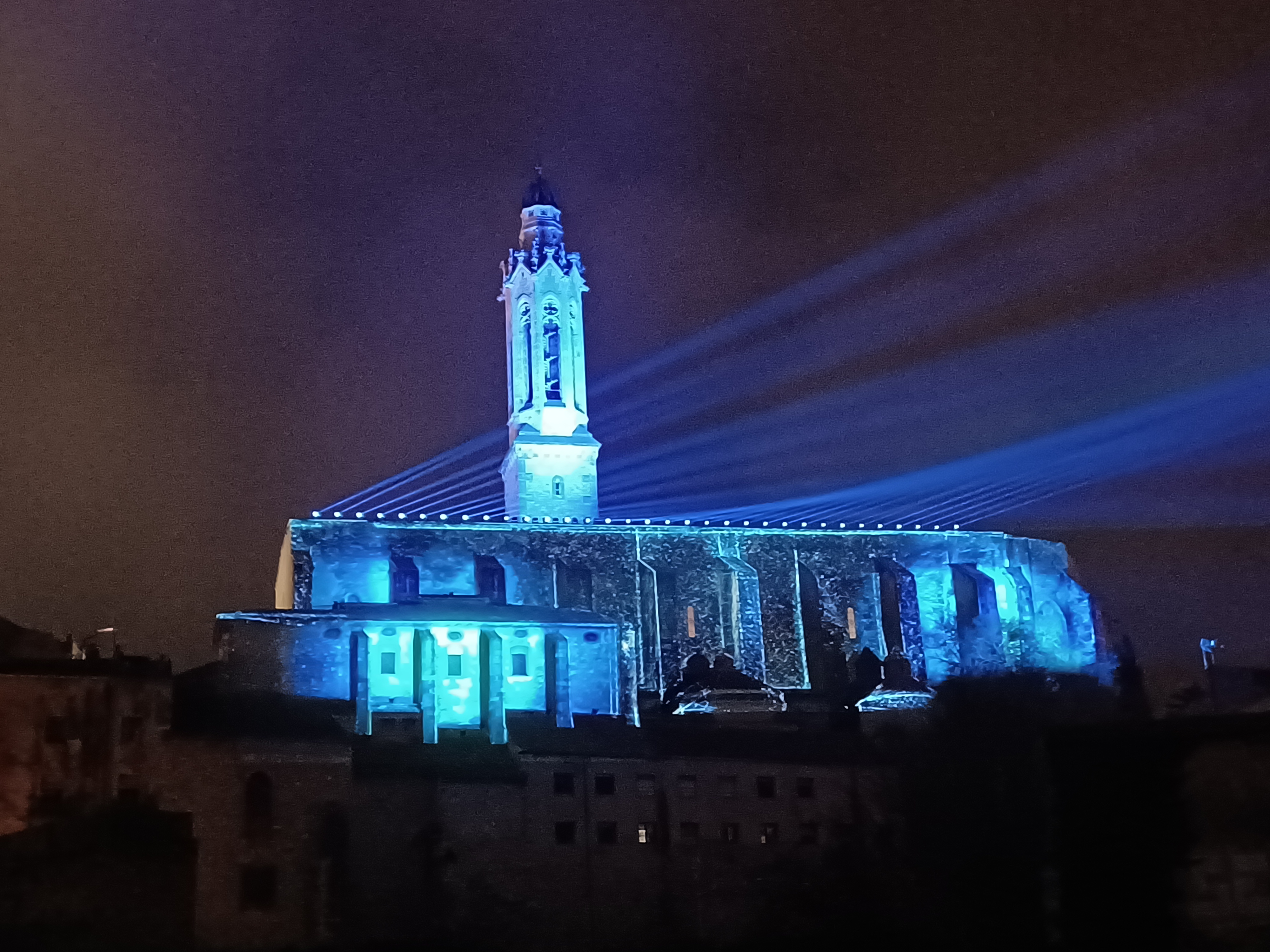
Projecció a l'església durant les decennals de 2022

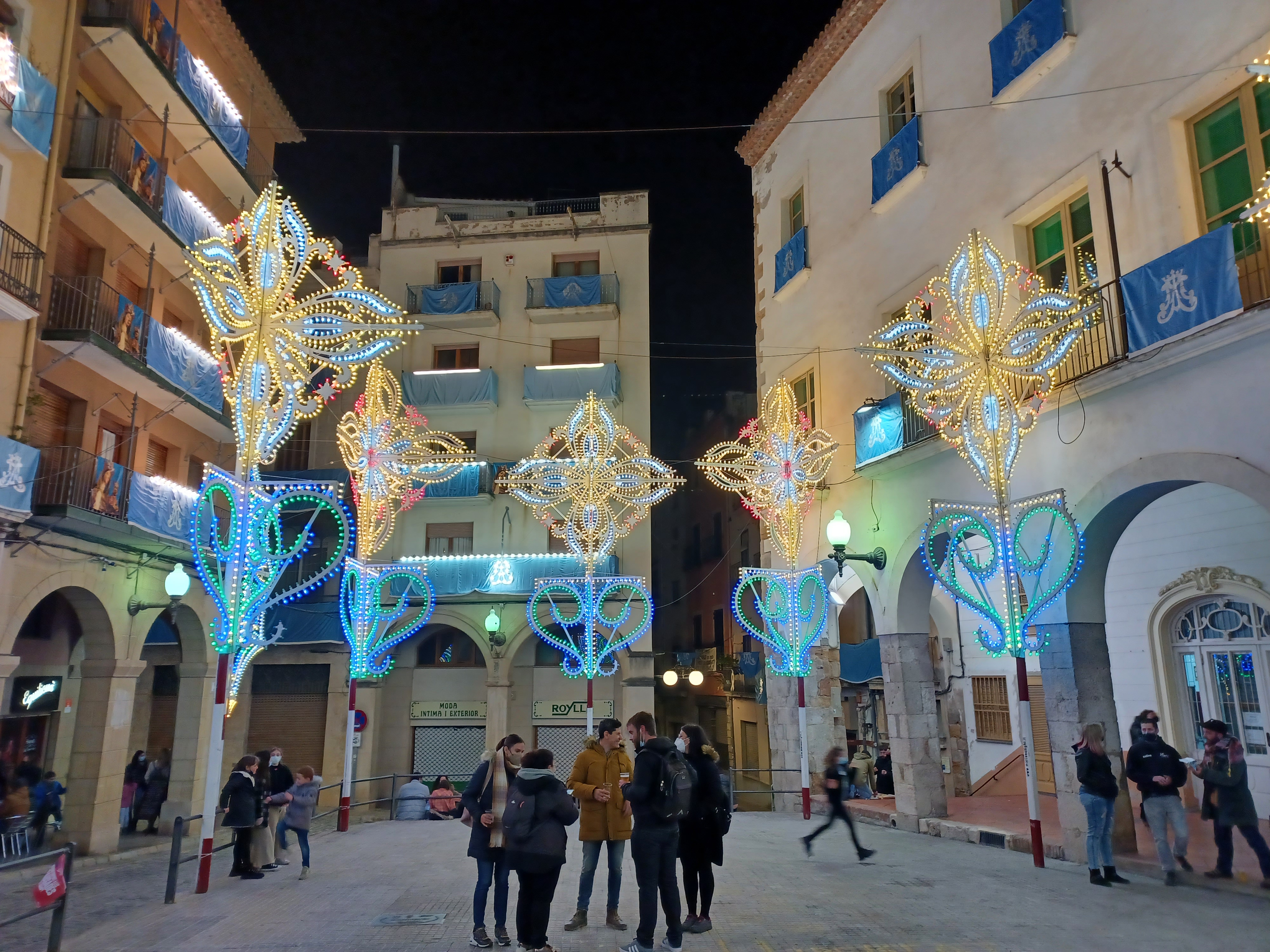
Plaça del Blat durant les decennals de 2022

Aquesta devoció d'arrel cristiana s'incrementà amb la fundació de les Festes Decennals, deguda al llegat del beneficiari de la comunitat de preveres de la parròquia de Sant Joan, Josep Perellada Salabert, que es va fer efectiu a la seva mort l'any 1788. El seu marmessor Pau Baldrich i Martí va ser qui va materialitzar la seva darrera voluntat.
Així, el dia 28 de gener de 1791, pocs dies abans de la diada de la Mare de Déu, a casa del notari vallenc Ignasi Casas, es varen reunir una representació de la comunitat de preveres presidida pel Dr Jaume Cessat, el Dr Pau Baldrich i els regidors de l'Ajuntament de Valls. Se signà el document que estipulava que cada deu anys es faria una solemne processó votiva en honor de la Mare de Déu de la Candela. La imatge hauria de ser portada per quatre preveres de la ciutat, hi haurien d'assistir tots els sacerdots de la localitat i l'Ajuntament procuraria que hi participessin totes les confraries vallenques. Des d'aleshores, de deu en deu, la ciutat de Valls ha refermat el seu vot comunitari. En aquest sentit, les Festes Decennals són una festa votada. Entre les causes que afavoriren molt probablement l'esclat d'aquesta celebració hi ha la intercessió que la Mare de Déu de la Candela feu l'any 1783 per deslliurar la població de la terrible epidèmia que havia provocat multitud de morts.
És precisament en el moment de la fundació de les Festes Decennals de la Candela de Valls, quan es produeix l'evolució tècnica del Ball dels Valencians que el conduirà fins a la configuració dels castells en el sentit modern del terme arribant si més no als set pisos documentats. El 1791, en la mateixa institució de les Decennals, es documenta la compra de roba per part del rector, l'esmentat Jaume Cessat, per als "Nois de castells", embrió de l'actual Colla Vella dels Xiquets de Valls. El 1801 va actuar el Ball de Valencians vallenc-alcoverenc de la mà de l'Anton Claramunt Caragol amb el vallenc Jaume Batet Espelt de las Anxanetas. D'aquest Ball de Valencians en Josep Batet Llobera Casteller crearà el Partit de Menestrals,germen de l'actual Colla Joves Xiquets de Valls, sorgit del cisma entre els balladors valencians.
La fundació de les Decennals no exclou que la ciutat de Valls no implori la Mare de Déu en altres moments, com per al guariment del còlera els anys 1804, 1809, 1833, 1834, 1854, 1855, 1865, 1885 i 1911, o la febre groga el 1870.

### Evolució[2]
El 1811, amb motiu de ser en plena Guerra del Francès, les Festes Decennals es traslladaren al voltant de la data del 8 de desembre, festa de la Immaculada, una altra advocació mariana. Entre els elements festius definitoris de les festes majors del Camp de Tarragona i del Penedès des del segle xvi, existien els balls parlats. En el cas vallenc coneixem que almenys des de 1854 es coneix una còpia escrita del Ball de la Mare de Déu de la Candela. Fou escrit pel prolífic autor de teatre popular Marquet de la Dona. El 1851 s'inaugura el Teatre Principal de Valls, espai encara vinculat en l'actualitat a les Decennals.
El 1861 és la primera edició de què es conserva documentació sobre la sortida del seguici popular, tot i que els elements festius són anteriors. També coneixem la realització provada de lluminàries extraordinàries, com la del Centre de Lectura, al carrer de la Cort. El 1881 s'incorpora el vessant de la creació literària a les festes, amb el qual en l'actualitat hom anomena certamen literari. El prestigi d'aquesta convocatòria ha estat àmpliament avalada pels noms d'alguns dels jurats que n'han format part: Narcís Oller, Pompeu Fabra, Joan Maragall, Carles Cardó, Josep M. Casas Homs, Baltasar Porcel, Pere Gimferrer, Jaume Vidal Alcover, Olga Xirinachs, Marta Pessarrodona. Hi ha obtingut premis Josep M. de Sagarra, Marià Manent, Josep M. López Picó, Xavier Amorós Corbella o Vicenç Villatoro.
El 1891 es crea la fórmula de treball organitzatiu en comissions, que perviu fins a l'actualitat, i s'inaugura la galeria de Vallencs il·lustres, que arribarà fins a l'actualitat. L'any 1911 es produí la coronació canònica de la imatge de la Mare de Déu, oficiant-la l'arquebisbe de Tarragona, que actuava en representació del Papa de Roma Pius X, i essent assistit pels bisbes de Lleida, Urgell i Girona. D'aquest mateix any data la salve sabatina, que encara s'interpreta ritualment en l'actualitat. El 1921 es fa servir el corrent elèctric per les lluminàries extraordinàries. El 1931 passen a la història per ser les Decennals de les lluminàries per la seva vistositat excepcional.
El 1951 la Mare de Déu fou obsequiada amb una nova corona, obra de l'artista Jaume Mercadé i Queralt (Valls, 1887-Barcelona, 1967), que és la que llueix actualment. El 1961 foren bastits els primers pilars castellers a l'interior del temple durant l'ofici de la Candela. Aquest mateix any es coronà la imatge del Nen Jesús que la Mare de Déu sosté amb el seu braç esquerre. Foren declarades Festa tradicional d'interès nacional el 5 de juny de 1991, per part del Govern de la Generalitat de Catalunya.
El gener de 2010 s'inaugura la remodelació del cambril de la Mare Déu de la Candela a l'església de Sant Joan. Les tasques de millora van consistir en la restauració dels quadres, la neteja de les corones, la llàntia i la imatge de la verge de la Candela i la rehabilitació de la capella en general. Des del 24 de gener de 2010 fins al 6 de febrer de 2011 Valls celebra l'any jubilar, concedit pel Papa Benet XVI. El 14 de desembre de 2010 les Decennals són declarades Festa patrimonial d'interès nacional per part del Govern de la Generalitat de Catalunya.
La situació sanitària derivada de la pandèmia per COVID-19 va obligar a ajornar sine die l'edició de les Festes de l'any 2021 i, per primera vegada, no se celebraran en un any acabat en u. Finalment, es va decidir celebrar les Festes Decennals l'any 2022, anomenant-les les Decennals de l'any 2021+1.

## Devoció anual a la Candela
Tots els dissabtes de l'any, a la tarda, l'església de Sant Joan acull el cant de la Salve, dedicat a la Mare de Déu de la Candela i que es realitza al final de la celebració de l'eucaristia. Cada any, en la festa patronal del 2 de febrer, centenars de feligresos i de ciutadans visiten la capella i el cambril, situats a l'interior de l'esmentada església. Aquesta festa és preparada per una novena de gran concurrència, que ja se sap que existia amb anterioritat a la instauració al vot decennal.
El dia de festa, al matí, se celebra l'ofici, que és precedit per la representació completa de la Moixiganga a l'interior del temple, concretament a l'altar major. Es tracta d'una de les poques escenificacions de teatre popular i religiós que actualment es manté en l'escenari sagrat de les esglésies.
A continuació, té lloc la benedicció de les candeles, que han estat obsequiades als assistents en el moment de la seva arribada a l'església, i després la processó pels carrers del barri antic. Hi assisteix la Corporació Municipal i una gran multitud de fidels que entonen els cants que marca la tradició: el Virolai ("Flor de Febrer, que el nostre cor anhela, de la ciutat Estel, il·luminats per la vostra candela, guieu-nos cap al Cel") i els Goigs ("Puig que a Valls feu venturosa i amb Vós cap mal no recela. Maria de la Candela, mireu-nos sempre amorosa").
El ritu popular de les candeles s'integra en el marc dels focs il·luminadors de les nits d'hivern característiques Nadal i de la festa de Sant Antoni. De fet, són l'embrió de les lluminàries que evolucionaran al llarg dels segles. Però els petits ciris, beneïts i portats en processó -les candeles-, compleixen també altres funcions. Guardades a casa durant tot l'any, s'utilitzen en situació de risc, com les tempestes.

## Seqüència ritual decennal
La seqüència ritual d'actes de les Festes Decennals de la Mare de Déu de la Candela de Valls queda configurada per les activitats que han adquirit pes amb el pas dels anys per esdevenir el veritable mirall en què les vallenques i els vallencs es veuen reflectits com a comunitat.
El primer divendres té lloc al matí la tronada inaugural i el repic general de les campanes des de tots els campanars de la ciutat, anunciant l'inici de la celebració. En el repic del 2011 va tocar per primer cop al campanar de Sant Joan la nova campana Candela, de 400 quilos de pes més 200 quilos addicionals del jou, modelada en coure i estany de plata, i que toca la nota musical la, havent estat construïda per l'empresa Carvajal, d'Alcoletge (Lleida) i fosa a Cantàbria. S'afegia a les quatre campanes preexistents i a les dues campanes de les hores. Aquest mateix dia, al balcó central de la Casa de la Vila es col·loca la bandera de la ciutat, mentre l'Àliga i el popular gegantó Lladrefaves apareixen en altres balcons. A la tarda té lloc el pregó a càrrec d'alguna personalitat reconeguda del municipi. Al vespre se celebra l'espectacle inaugural, i s'encenen les extraordinàries lluminàries, tan vinculades amb el sentit originari de l'advocació candelera.
El primer dissabte surt per primer cop el seguici cerimonial integrat pel Drac, el Ball de diables, el Bou Tradicional, l'Ós, el Basilisc, el ball de Gitanes, els Nans, els gegantons, els gegants, el bou, el ball de vells, el ball de cercolets, el ball de bastons, el ball de cavallets, la Mulassa, el Ball de la Primera, la moixiganga, el lleó, l'Àliga de la ciutat i els grups de sonadors. A la tarda se celebra el trasllat de la Mare de Déu des del cambril on resideix durant els deu anys entre festa i festa, fins a l'altar major de l'església de Sant Joan, moment en què comença la novena dedicada a la Mare de Déu de la Candela.
El primer diumenge l'acte central és la trobada de colles castelleres dels Països Catalans, únic moment en què cada deu anys la gran majoria d'agrupacions dels Països Catalans comparteixen una actuació i ho fan a la ciutat bressol dels castells. L'any 1981 es va celebrar per primera vegada aquesta trobada, que va aplegar una setzena de colles. Des de llavors, la trobada de colles castelleres s'ha convertit en un acte important de les festes.
La vigília de la Candela, l'1 de febrer, havia estat un dels dies més importants de la festa. A les 12h del migdia, el repic de campanes i la sortida de danses i gegants anunciava la festa de l'endemà. Aquesta sortida de vigília al migdia es manté fins les Decennals de l'any 1971, les últimes en veure desfilar gegants i danses en aquest moment de les festes. Per les Decennals de l'any 2021+1 es recupera la sortida de vigília al migdia, juntament amb una tronada a l'antiga.
També va ser habitual, fins a l'any 1951, que es cantessin Completes i que, en acabat, hi hagués castells a la plaça del Blat. L'any 1961 les Completes es converteixen en Vespres, però encara es manté la sortida i l'actuació castellera. És a partir de l'any 1971 que acaben desapareixent les Completes i les Vespres, així com la nocturna actuació castellera. A les Decennals de l'any 2011 es recuperen les Vespres i, en acabat, l'església de Sant Joan acollí l'escenificació completa dels quadres o misteris de la representació de la Moixiganga. També és la nit del ball de gala, amb orquestres internacionals, i de la revetlla. A les Decennals del 2021+1 no se celebren Completes ni Vespres, però la imatgeria municipal (nans, gegants i àliga) i la Moixiganga van anar a la Novena. En acabar la novena i l'Ofici, l'Àliga va ballar dins l'església i la moixiganga va fer la representació completa.
La diada de la Mare de Déu, el dia 2 de febrer, s'obre amb l'anunci a tota la població de la festivitat amb les matinades amb les gralles i timbals. Durant el matí té lloc l'anada a Ofici, la benedicció de les candeles, la celebració de l'ofici religiós, la sortida d'Ofici i la diada castellera més matinera del calendari amb la participació de la Colla Vella dels Xiquets de Valls i la Colla Joves Xiquets de Valls. A la tarda-vespre, es duu a terme la processó votiva, en què hi participen tots els entremesos, balls i danses del seguici cerimonial, i representacions de totes les associacions i entitats vallenques amb el seu corresponent penó o bandera, acompanyant la imatge de la Mare de Déu de la Candela.
El darrer diumenge es realitza la quarta i última sortida al complet del seguici cerimonial, i tot seguit la imatge de la Mare de Déu retorna al cambril, on romandrà durant els següents deu anys. A la nit té lloc la cloenda de les festes amb el castell de focs, també clarament vinculat amb la idea de la llum inherent a la celebració. L'edició 2011 i del 2021+1 aquesta exhibició pirotècnica fou de la modalitat anomenada Piromusical, en què els focs artificials es disparen al ritme de música.

## El pregó de les Festes
El pregó de les festes com el coneixem avui en dia té la seva llavor a les festes decennals de l'any 1941. Fins llavors, no hi havia hagut mai un acte en què una persona de rellevància destacada glosés la seva relació amb la ciutat i les festes.
El programa de festes de l'any 1941 ja recull que a la vigília, el dia 1, "Ràdio Tarragona retransmitirá por medio del Servicio Radiofónico Valls la alocución-glosa de las fiestas que en nombre de la ciudad pronunciará el alcalde y jefe local del movimiento."No és fins l'any 1951 que apareix l'acte denominat com a "pregó de festes" que en aquella edició va fer l'alcalde de la ciutat i procurador de les Corts, el senyor Josep Maria Fàbregas.
Per les Decennals de l'any 1961 l'encarregat de fer el pregó de les festes va ser Manuel Aznar, que era embaixador d'Espanya i director de "La Vanguardia Española". L'any 1971 el senyor José María Fontana Tarrats, secretari general de la Cambra Oficial de Comerç i Indústria de Madrid, va ser l'escollit per fer el pregó.
Si fins llavors el pregó s'havia fet sempre la vigília de la Candela, per les Decennals de l'any 1981 el pregó es fa el primer dia de les festes, en concret aquell any el dissabte 24 de gener. L'encarregada de fer-lo és, per primera vegada, una dona, en concret la historiadora Núria Sales. Per les Decennals de l'any 1991, el filòsof vallenc Francesc Gomà va ser l'encarregat de fer el pregó. El científic vallenc Josep M. Domènech Mateu va ser l'escollit per fer el pregó de festes de la Candela del 2001.
En l'edició del 2011 el cineasta Bigas Luna va ser el pregoner. En aquesta edició el pregó també va estrenar horari. Si bé entre el 1941 i el 1971 el pregó es feia sempre el dia 1 a la tarda, a partir de l'any 1981 es comença a fer el primer dia de les festes al migdia. L'any 2011 el pregó es va fer a la tarda del primer dia de festes.
En l'edició del 2021+1 el músic i director d'orquestra Marc Moncusí va ser el pregoner de les festes. El pregó va mantenir la ubicació, al Teatre Principal i va repetir l'horari de tarda del primer divendres de festes.

## Ball de la Mare de Déu de la Candela[18]
El Ball de la Mare de Déu de la Candela de Valls és un ball parlat de la ciutat de Valls, Alt Camp, Tarragona. El Ball de la Candela, una dramatització que es va escenificar en diverses Festes Decennals de la Mare de Déu de la Candela del segle xix fins a l'any 1891, explica la gestació del vot de poble fet per Valls a la Mare de Déu de la Candela, d'on neixen les festes i l'acceptació d'aquest vot per part de la Verge, en una escena final plena de llum. El text original que es coneix data de l'any 1854 i fou escrit pel prolífic autor de teatre popular vallenc Marc Fusté Olivé, conegut com a "Marquet de la Dona".
El ball parlat té una trentena de personatges, des de la mateixa Mare de Déu fins a dames o mossos, passant pel rector, el batlle o l'arcàngel. Es recuperà per les Decennals de 2011, i l'obra s'escenificà a l'església arxiprestal de Sant Joan els dies 3, 4 i 5 de febrer. Els responsables del Ball de la Candela, grup de treball integrat en el si de la Comissió de Cultura Popular i Tradicional de les Decennals, van impulsar la captació d'un centenar de voluntaris que participaren en la representació bé sigui com a actors o com a col·laboradors de tot el muntatge escènic.
Per fer possible la recuperació d'aquest ball, els responsables van rebre l'ajut del vallenc Francesc Costes i Jove, guardador de qualsevol petit o gran record i document que contingui informació de la vida i de la història de Valls, que feu arribar el text complet. Aquest quadern, una còpia de la filla de "Marquet de la Dona" a partir d'una còpia autògrafa, consta de 64 planes escrites a l'anvers i al revés. "Marquet de la Dona" va escriure el text en una època de forta religiositat i on eren freqüents les pregàries públiques implorant la protecció de la Mare de Déu.
La representació del 2011 també va recuperar la melodia del Ball de la Candela, editada per Joan Amades en el seu Costumari Català amb una transcripció musical que es deu al mestre Joan Tomàs. Avui la música del Ball de la Candela s'associa més al Ball de Nans de Valls, ja que des de 1981 l'utilitzen en part com a melodia. En el període entre Decennals i Decennals, el ball s'ha representat algun cop en el Teatre Principal.
En les Decennals del 2021+1 el Ball Parlat de la Candela no va mantenir l'espectacle a l'església de Sant Joan, però sí que se'n va poder gaudir en forma de text recitat a càrrec dels membres de la Congregació Mariana i antics membres del Grup del Teatre Principal.

## Espais interiors per a la celebració d'espectacles
Cada edició de les Festes Decennals ha comptat amb un seguit d'espais, alguns permanents i d'altres efímers, per tal de poder realitzar les activitats.
Espais de les Festes Decennals de l'any 2001
La principal novetat de les festes va ser la inauguració de la sala Kursaal, que va acollir bàsicament els balls de les festes. El Centre Cultural Municipal i el Teatre Principal es van utilitzar per espectacles teatrals. Una nau al polígon industrial va ser l'espai triat per tal d'oferir els concerts pel públic més jove. Durant les festes també es van fer activitats al Cinema Valls i als locals de les colles castelleres.
Espais a les Festes Decennals de l'any 2011
Durant les Festes Decennals de la Candela del 2011 es van habilitar vuit espais diferents, a més de l'església arxiprestal de Sant Joan. El Pavelló Xavi Tondo, amb capacitat per 1.600 persones, va acollir els balls d'orquestra. La infraestructura més gran, la Vela Gran, es va instal·lar al costat dels Mossos d'Esquadra, va acollir els grans concerts i el ball de gala, i tenia una capacitat per 1.700 cadires o 4.000 persones de peu. Per les festes de l'any 2011 es van instal·lar dues veles més, una destinada al circ i amb capacitat per 400 persones al pati de l'escola Candela i una altra, destinada a la música tradicional i la gastronomia i amb capacitat per 200 persones a la plaça de l'Oli.
Per altra banda, el Teatre Principal (amb aforament per 302 persones) va ser l'espai destinat a les produccions vallenques. L'altre teatre municipal, el Centre Cultural, va acollir espectacles diversos, sobretot els de més assistència ja que té capacitat per gairebé 1000 espectadors. El local de la Colla Vella va acollir espectacles de músiques d'arrel (aforament per 400 cadires), mentre que el de la Colla Joves va acollir espectacles de petit format (com narracions de contes i petits concerts).
Espais a les Festes Decennals de l'any 2021+1
Durant les Festes Decennals de la Candela del 2021+1 es van habilitar diversos espais diferents per a la realització d'espectacles. El Pavelló Xavi Tondo, amb capacitat per 1.600 persones, va acollir els balls d'orquestra i la revetlla jove. La infraestructura més gran, la Vela Gran, es va instal·lar al costat dels Mossos d'Esquadra, i va acollir els grans concerts i el ball de gala. Per les festes es van instal·lar dues veles més, una destinada al circ al claustre de l'antic convent del Carme i una altra, destinada a la música tradicional, a la plaça de l'Oli.
Per altra banda, el Teatre Principal va ser l'espai destinat a les produccions vallenques. L'altre teatre municipal, el Centre Cultural, va acollir espectacles diversos, sobretot els de més assistència ja que té capacitat per gairebé 1000 espectadors. La sala de la Cooperativa Agrícola va acollir espectacles relacionats amb la narració oral, la sala d'actes de l'Antic Convent del Carme va acollir actes diversos, com el Simposi Casteller o la proclamació de les Ciutadanes Il·lustres. Les esglésies de Sant Joan i de Sant Antoni també van ser espais on es van realitzar activitats.

## Grans espectacles
Les Festes Decennals de Valls s'han caracteritzat cada vegada més per la programació cultural de grans espectacles que congrega. Cada dècada, i en funció de la situació econòmica i social del municipi, han passat per les festes noms destacats del panorama nacional i internacional.
Festes Decennals de la Candela 2001
A les Festes Decennals de la Candela de l'any 2001 va destacar l'espectacle inaugural a càrrec de la companyia Els Comediants. Sara Baras, La Jaula de las Locas amb Paco Morán i Joan Pera, la gala internacional de màgia amb 8 mags d'arreu d'Europa, Tortell Poltrona o la vallenca Pepa Plana van ser alguns dels espectacles teatrals destacats. En l'àmbit musical, gairebé cada nit hi va haver ball amb dues orquestres, entre les quals destaquen la Glenn Miller Orquestra i l'Orquestra Maravella, les dues encarregades de posar música al ball de gala.
A més, també cal destacar el concert dels britànics Freestylers, els francesos Superfunk, Lucrecia, Joan Manel Serrat, Manta Ray, Steve Wynn & Australian Blonde, Dusminguet i la Thorpe Brass, Barricada o el concert de rock català amb Els Pets, Lax'n'busto i Ja t'ho diré.
Festes Decennals de la Candela 2011
A les Festes Decennals de la Candela de l’any 2011 va destacar l'espectacle inaugural, a càrrec de la companyia Voalà Project, d’Argentina. El ballet de Víctor Ullate, The Jackson Singuers (dels Estats Units), el teatre negre de Praga o el teatre clown LiCeDei de Rússia van ser alguns espectacles teatrals destacats. En l’àmbit musical, Ojos de Brujo, Dani Martín, Fangoria, Ainhoa Arteta, Mala Rodríguez, Peret o Sociedad Alcohólica van ser alguns dels grups més destacats.
En aquestes festes es va estrenar el format de concert “Els 10 de les Decennals”, un concert de més de 12 hores en què 10 bandes de pop i rock en català omplen la vela gran de les festes en l’última gran nit de concerts.
La producció local també va ser destacada, amb el ballet Ariel, Polzet de la Companyia Pa Sucat o Èxode de la compayia Pepa Plana.
Festes Decennals de la Candela 2021+1
A les Festes Decennals de la Candela 2021+1 es van mantenir les lluminàries al centre històric i se'n van posar també al Passeig Tarradellas. Un dels espectacles més destacats va ser un màpping al lateral de l'església de Sant Joan.
En l'àmbit musical, es va repetir el format de concert "Els 10 de les Decennals" amb una desena de grups destacats del panorama musical català. A la vela gran també van actuar Don Patricio, la Oreja de Van Gogh, Rozalen, Beret, Rosario, La Pegatina i Macaco, entre d'altres.

## Piromusical de cloenda[20]
Les Festes Decennals de l'any 2011 van cloure amb un Piromusical de primer nivell que va tenir lloc l'últim dia de les festes a la nit, i que va ser una de les novetats destacades respecte l'edició anterior. Per primer cop en la història de les Decennals es va convocar un concurs obert a totes les empreses del sector pirotècnic per tal que una comissió tècnica elegís l'empresa adjudicatària.
Aquesta comissió, formada per persones qualificades vinculades al sector pirotècnic professional, va comptar amb la presidència tècnica del Concurs de Castells de Focs Artificials de Sant Sebastià (Euskadi). L'empresa seleccionada fou la Pirotècnia Ricardo Caballer, atesa la seva experiència en l'execució de la modalitat de castells de focs piromusicals.
L'empresa presentà en l'apartat de millores que podien lliurar els concursants el disparament sense cost per a l'organització de la part pirotècnica de l'entrada de la Mare de Déu de la Candela al final de la processó del dia 2 de febrer.
Ricardo Caballer també ha estat l'empresa seleccionada per disparar el piromusical de clausura de les Festes Decennals del 2021+1.

## Simposi casteller i Fira Castells[23]
El dissabte 29 de gener de 2011 la ciutat de Valls va acollir el primer Simposi Casteller que, amb una vintena de ponents, va debatre sobre la internacionalització dels castells, la mirada dels mitjans de comunicació i la retroalimentació entre la tradició i l'evolució d'aquesta festa patrimonial. L'escriptor i periodista Josep Maria Espinàs, un dels primers intel·lectuals que durant la postguerra va mirar novament cap al món casteller, protagonitzà l'obertura del Simposi. Investigadors d'Alemanya, Itàlia, Nigèria, Aragó, el País Valencià i Catalunya van presentar les seves comunicacions el primer dissabte de les Festes Decennals 2011.
El primer Simposi Casteller també va anar acompanyat de la Fira Castells, un espai de parades i activitats castelleres. El Simposi i la Fira Castells s'han anat celebrant des de llavors cada anys en el marc de les Fires de Santa Úrsula.
Les Festes Decennals del 2021+1 tornen a celebrar el Simposi Casteller i la Fira Castells.